# 愛の南京錠

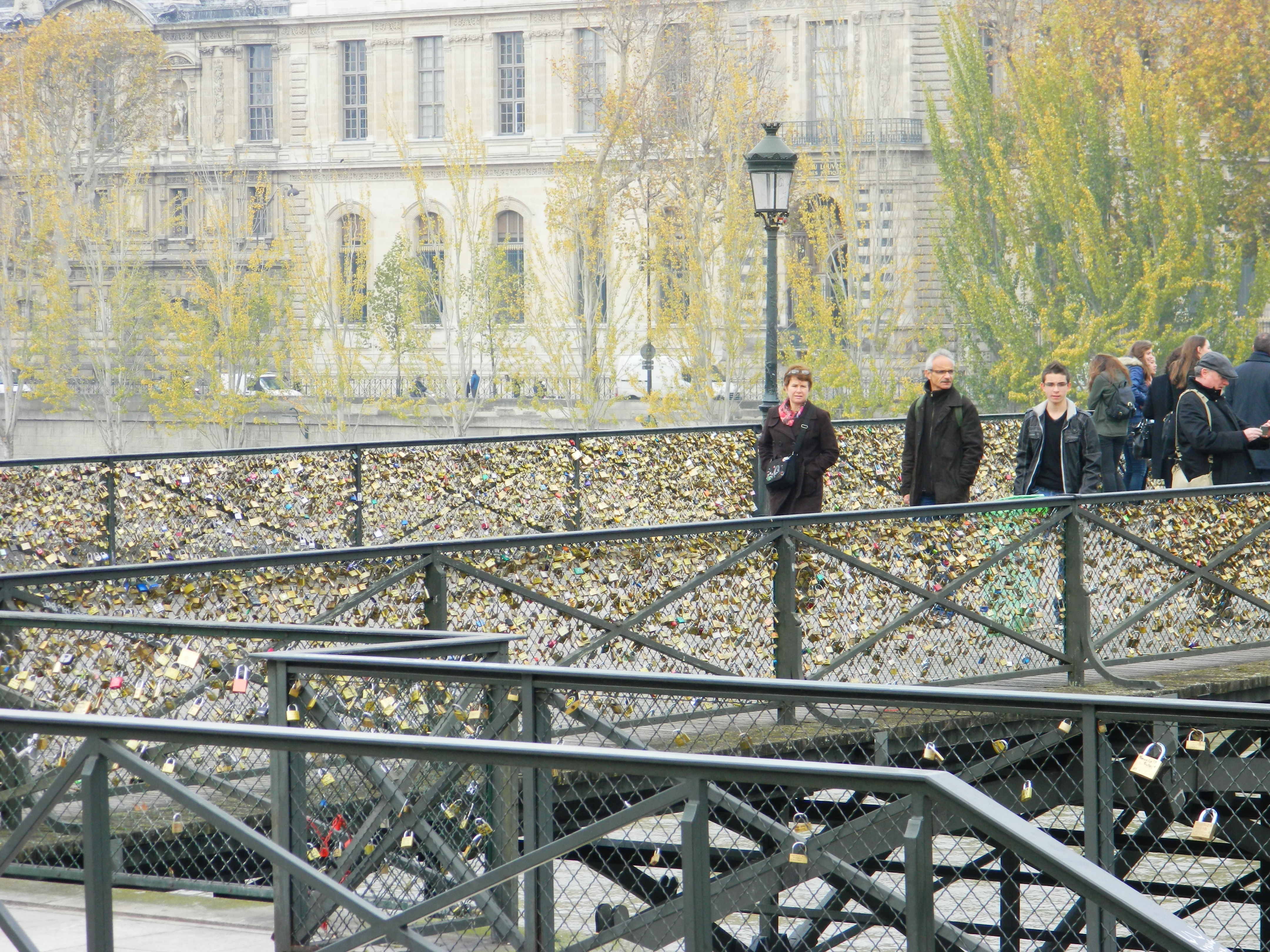
パリのポンデザール（2012年）。無数の「愛の南京錠」が取り付けられている。

愛の南京錠（あいのなんきんじょう、英語: Love padlocks）とは、恋人たちが永遠の愛の象徴として南京錠をフェンスや門扉、橋などの公共設備にかける儀式である。
その対象となる場所は世界中で増え続けており、鍵をかけるためのモニュメントが特設された土地もあるが、景観を損ねるだけでなく安全性に問題が出る恐れもあることから、世界各地で撤去作業が行われている。1990年代から2000年代初期にかけてみられるようになった現象で、その起源については不明であるが、セルビアやイタリアなどでは発祥となった伝説や作品まで遡ることができる。

## 歴史

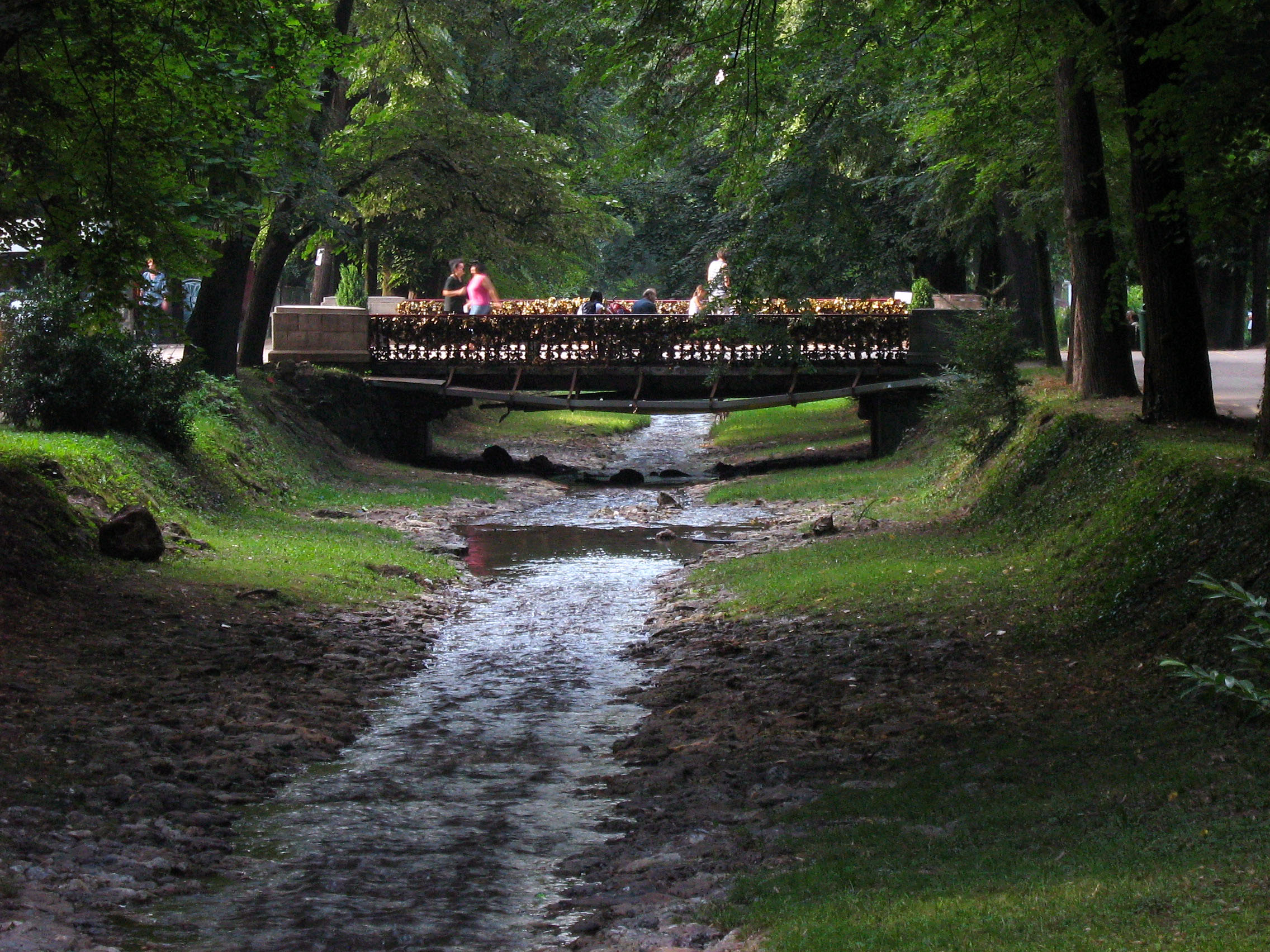
セルビアのヴラニスカ・バニャにある「愛の橋」ことモスト・リュバヴィ

ヨーロッパではこの現象が2000年代初頭に始まった。例えば、パリでは恋人同士の名前をイニシャルで刻んだ南京錠を橋の欄干にかけ、セーヌ川に鍵を投げ捨てて不滅の愛の誓いとした。愛の南京錠の起源については諸説あり、この儀式が行われる場所ごとに由来があるが根拠には乏しく、文献もないことがほとんどである。ローマのミルヴィオ橋での大流行は、イタリアの作家フェデリコ・モッチャが執筆した2006年の小説『Ho voglia di te』（君が欲しい）と、その映画化作品のヒットによるものである。
同様にセルビアにある橋（この習慣にちなんで「愛の橋」と名づけられたモスト・リュバヴィ）についても、第二次世界大戦以前にまで遡ることができる。地元のヴラニスカ・バニャ出身の女教師ナーダは、セルビア人士官リルジャと恋に落ちて愛を誓い合うが、その後に彼はギリシャへ行き、そこでコルフ島生まれの女性と恋に落ちる。結果的にリルジャとナーダは破局し、ナーダはこの辛い経験から立ち直ることはないまま、しばらくして亡くなった。そして、恋を成就させたいヴラニスカ・バニャの少女たちは、リルジャとナーダが逢い引きに使っていた橋の欄干に自分と恋人の名前を書いた南京錠をくくりつけるようになったといわれている。
台湾の豊原駅の鉄橋には、対になった南京錠が多々かけられている。地元では「願いの鍵」として知られており、下を通る電車によって発生した磁場が鍵に蓄えられるエネルギーを産み出し、願いを叶えるという伝説が語られている。

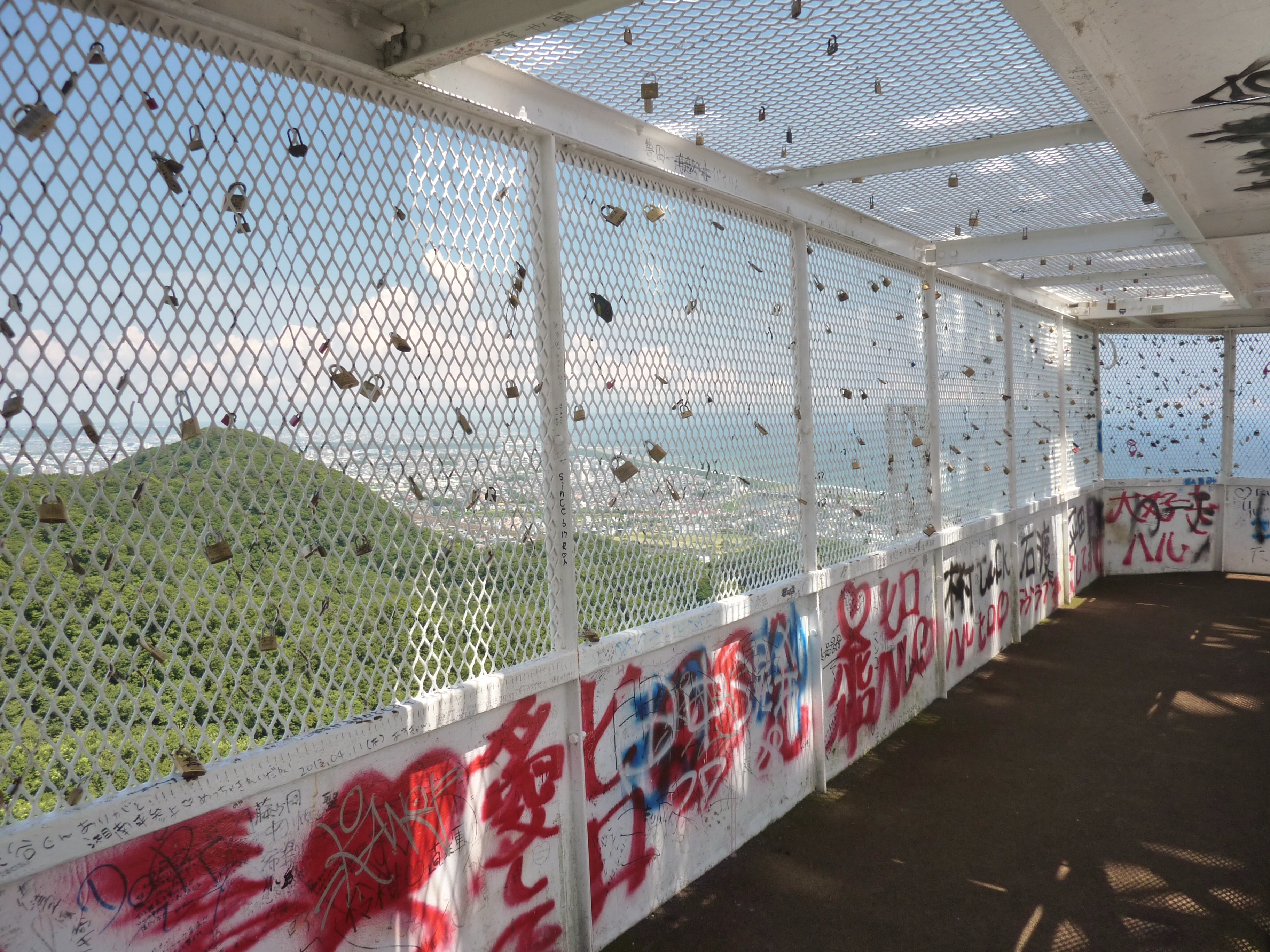
フェンスにかけられた無数の南京錠（湘南平のテレビ塔／平塚市）

日本では神奈川県平塚市の湘南平のテレビ塔をめぐるフェンスがこの愛の南京錠をかける場所として知られている。一説によるとこの習慣は1991年ごろに始まるとされるが、そもそもなぜ南京錠なのかを含めて詳細は不明である。美観を損ねるという理由から公園側が撤去作業を続けたため、愛の南京錠が付けられる箇所が江ノ島に移ったといわれている。

## 撤去に関する議論

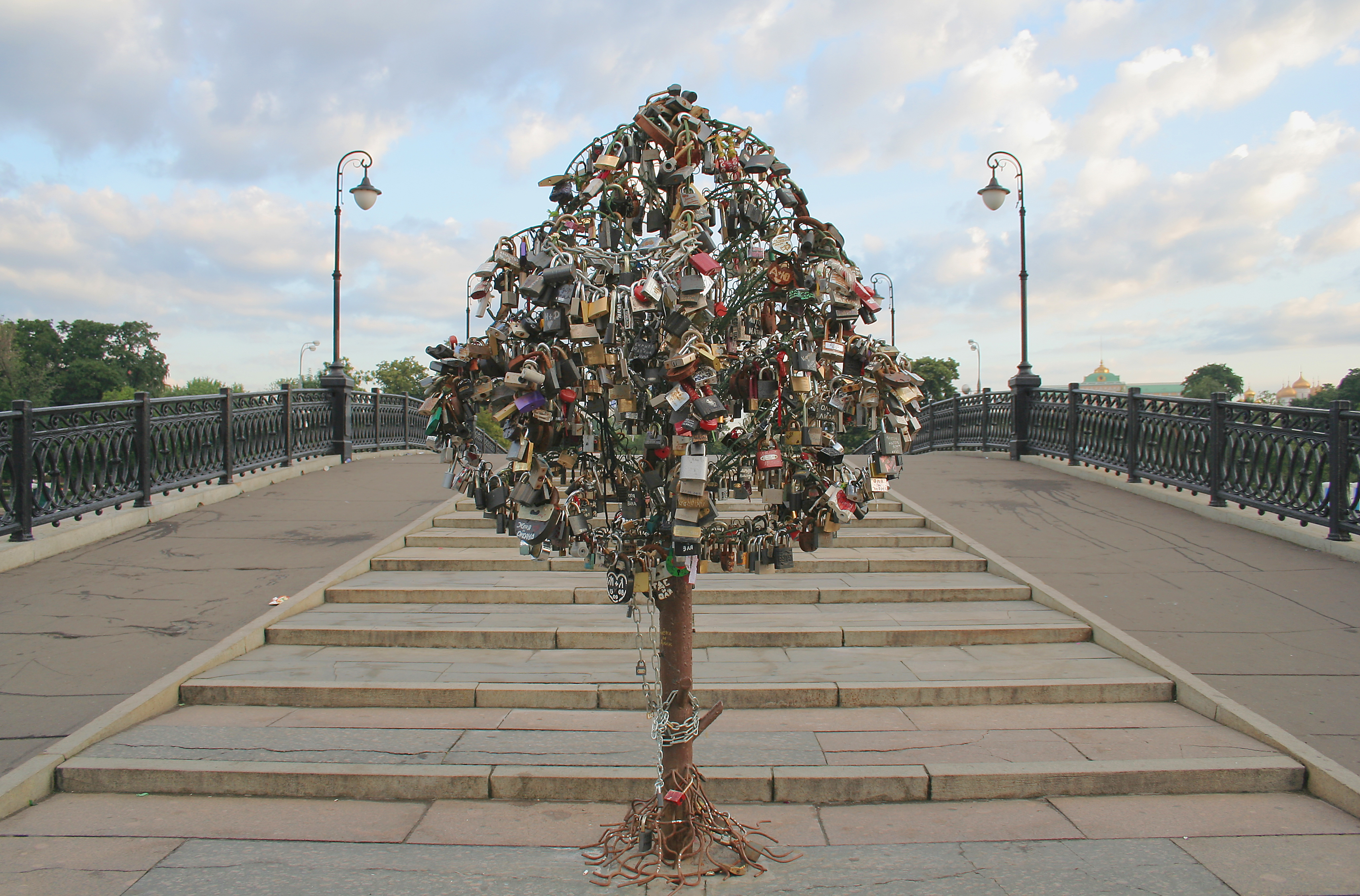
モスクワのヴォドオトヴォードヌイ運河にかかる橋には、専用の鉄製のツリーがいくつも設置されている

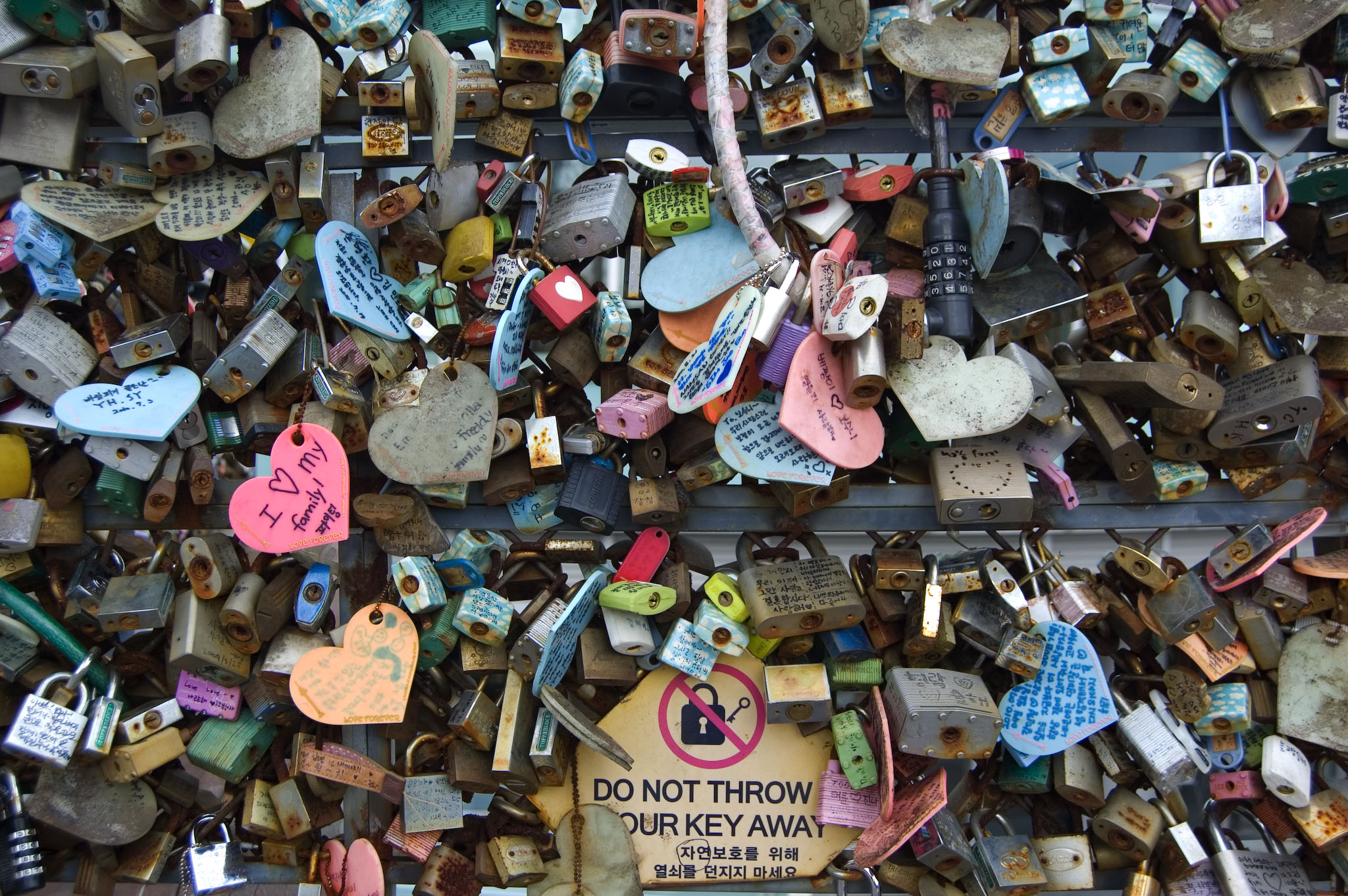
Nソウルタワーにかけられた南京錠と、地上236.7メートル高さにある足場から鍵を放り投げることを禁止する注意書き

多くの国でその土地の自治体やランドマークの所有者が懸念を表明し、南京錠を撤去しようとさえしている。
- パリでは市が2010年5月にポンデザール、レオポール・セダール・サンゴール橋、アルシュヴェシェ橋に増える一方の南京錠を問題視し、次のような声明を出している。「これらは我々の建築遺産を保存するうえで障害となっている」。この愛の南京錠は2010年に突如として姿を消したが、アルシュヴェシェ橋にはすぐにまた鍵がかけられるようになった[2]。ポンデザールでは、2014年6月に南京錠の重みで欄干の金網の一部が崩れて橋が一時閉鎖される事態となった[10]ため、パリ市当局は南京錠が取り付けられないように欄干の金網をアクリル板に置き換えることを決定している[11]。
- ケルンにあるホーエンツォレルン橋を管理するドイツ鉄道は、橋から南京錠を排除すると警告を出したことがある。しかし、市民からの反対の声を受け、警告を撤回した[12]。
- カナダでは、バンクーバー島のユキュレットにある、ワイルド・パシフィック・トレイル沿いに見ることのできる「愛の南京錠」に、「明らかに自然と調和していない」と考える向きによる異論が噴出している。トロントのハンバー・ブリッジでも、美観や安全性の問題が懸念され、南京錠が撤去されている[13]。
- イタリアのフィレンツェでは、5,500個もの愛の南京錠がヴェッキオ橋にくくりつけられており、やはり市によって撤去されている。市議によれば、鍵は橋に傷や凹みをつくっただけでなく、美的な面からも問題があった[14]。
- アイルランドのダブリンでは、リフィー川にかかるハーフペニー橋に南京錠がつけられており、2012年初頭に市による撤去作業が進められている。南京錠は、保護構造を傷つける可能性があったと市議は説明しており、市の広報も「つい数か月前に始まったようですが、我々はこういったことをしないようにお願いしていきます」と語っている。ハーペニー橋のそばにあるミレニアム橋からも、南京錠は撤去されている。公共施設の景観を損ねるという批判があり、撤去しなければ問題が大きくなる恐れもあった。広報は、市の中心部の橋からも「南京錠を排除する」と宣言している[15]。

神戸のビーナスブリッジでは手すりに南京錠が付けられることを防ぐため、専用のモニュメント「愛の鍵モニュメント」を設置した

- 日本では、愛知県の野間埼灯台や神戸市のビーナスブリッジが愛の南京錠の名所として知られているが、 景色にそぐわないという意見もあり、自治体が対応に追われるなど問題となっている[8]。ビーナスブリッジでは2000年頃から南京錠が手すりに付けられてきたが、景観や補修の妨げになることから撤去した。これらを鋳溶かしてハート型の記念プレートに作り替え、さらに付近に南京錠を取り付けるためのモニュメント（愛の鍵モニュメント）を設置した。このモニュメントは設置から13か月で1万個を超える南京錠が取り付けられて一杯になってしまったため、これらも追加のプレートに作り替えられている。プレートは、4枚揃えば四つ葉のクローバー型になるよう設置されている[16][17]。1980年代から、テレビ塔の金網に愛の南京錠が取り付けられている神奈川県平塚市の湘南平でも、同種のモニュメントが設置された[18]。